# Julka
Julka Gramo, född 6 juni 1980 i Tirana, är en albansk sångerska som är mest känd under sitt artistnamn Julka. Hon har varit chef för radiostationen NRG i Albanien.
2003 ställde Julka för första gången upp i Kënga Magjike då hon deltog i Kënga Magjike 5 med låten "Të ndjej". I finalen av tävlingen tilldelades hon priset TV Klan. Året därpå hette hennes bidrag "Rio de Janeiro". 2005 deltog hon i Kënga Magjike 7 med "Kurrë mos thuaj jo". Hon tog sig till final och tilldelades pris för bästa dans i tävlingen. Två år senare hette hennes bidrag i Kënga Magjike 9 "Bla Bla Bla". Hon lyckades ta sig vidare till finalen och fick för andra gången priset för bästa dans i tävlingen. 
Efter flera år utan att producera någon musik kom hon tillbaka under 2011. I slutet på december släppte hon tillsammans med flera andra albanska sångare låten "Ne kemi një vend". Under våren 2012 gjorde hon på allvar comeback då hon debuterade i Top Fest med låten "Për mua je dashuri". Med låten tog hon sig vidare till finalen men vann där inget pris. 